# Крепость Кызыл-Кала
Крепость Кызыл-Кала (каракалп. Qızıl qala) находится в Республике Каракалпакстан (Узбекистан) в 25 км к северу от районного центра Бируни и в 3 км западнее от городища Топрак-кала. 

## Зарождение хорезмской цивилизации
Крепость Кызыл-Кала была впервые научно описана знаменитым историком и археологом С.П. Толстовым во время его археологической экспедиции 1938 года к низовьям Сырдарьи. Проанализировав материалы этой и многих других экспедиций на обширных территориях южнее и восточнее Аральского моря, учёный смог установить основные этапы зарождения и развития цивилизации Древнего Хорезма, который по праву считается древнейшим историческим регионом Средней Азии.
Хорезм представляет собой уникальный природный и культурный оазис на западе Узбекистана. Его земли лежат между Средней Азией и Великой степью, то есть на стыке двух миров — кочевого и оседло-земледельческого. Достаток воды, плодородная земля, умеренный климат издревле привлекали сюда многочисленные племена, которые, оседая и осваивая этот благодатный край, превратили его в прекрасный оазис, ставший центром древнейшей культуры. Академик С.П. Толстов дал ей название хорезмской цивилизации. Начало её зарождения он датировал приблизительно серединой 2-го тысячелетия до нашей эры, однако более поздние находки позволяют определить срок жизни хорезмской цивилизации в пределах от эпохи позднего неолита (IV —начало III тыс. до н.э.) вплоть до времён расцвета феодализма в XI-XIII веках и монгольского нашествия.

## Расположение и датировка
Кызыл-Кала расположена на плоской равнине чуть южнее гор Султан Увайс-Даг, на слегка приподнятой платформе. При строительстве крепостей в Древнем Хорезме, как и во всём среднеазиатском междуречье, обязательно использовался речной песок, смешанный с донным илом. Он не пропускал сырость, а при землетрясениях играл роль амортизатора. Стены возводились из крупноформатного сырцового кирпича, который веками не терял своей прочности.
По местному преданию, с которым согласные учёные, Кызыл-Кала не была крепостью с самостоятельным значением, а служила форпостом расположенной вблизи крепости Топрак-Кала. Кызыл-Кала была построена в I-II веках н.э., в одно время с Топрак-Кала, функционировала до IV века, затем была заброшена. Гораздо позднее, в эпоху уже хорезмшахов (XII—начало XIII веков) крепость была восстановлена, а окончательному разгрому подверглась в ходе монгольского завоевания (см.: Чингисхан).

## Архитектурное описание Кызыл-Кала
Внутренняя часть крепости состоит из двух этажей. Первый этаж практически мало раскопан и имеет сводчатое перекрытие, вероятно с соединёнными между собой коридорами. Они являются сохранёнными античными слоями. На поверхности зафиксированы следы обживания крепости уже в средневековье (XII—XIII вв.).
В середине северо-западной и юго-западной стен выступают две большие прямоугольные башни. Во внутренней части крепости были обнаружены комнаты. Помимо обычной керамики, стекла и фрагментов бронзы, при раскопках были обнаружены остатки настенных фресок (росписей в цвете), свидетельствующие о том, что здесь, вероятно, проживал зажиточный вельможа вместе со свитой. К примеру, одна из находок состояла из сложенных 12 глазурованных тарелок типа минай и люстр китайского происхождения, фрагмента богато декорированного бронзового светильника, бытовой керамики, ювелирных украшений в виде перстней, бус и т.д.
Внешний интерьер крепостных стен также своеобразен. В центральной части южной стены расположена входная башня с предвратным сооружением и пандусом, ведущим во внутреннюю часть крепости. По обеим сторонам башни (это лицевая часть крепостных стен) стены на верхнем ярусе имеют прямоугольные пилястры в виде декораций, внутри которых располагаются стреловидные бойницы в два ряда.

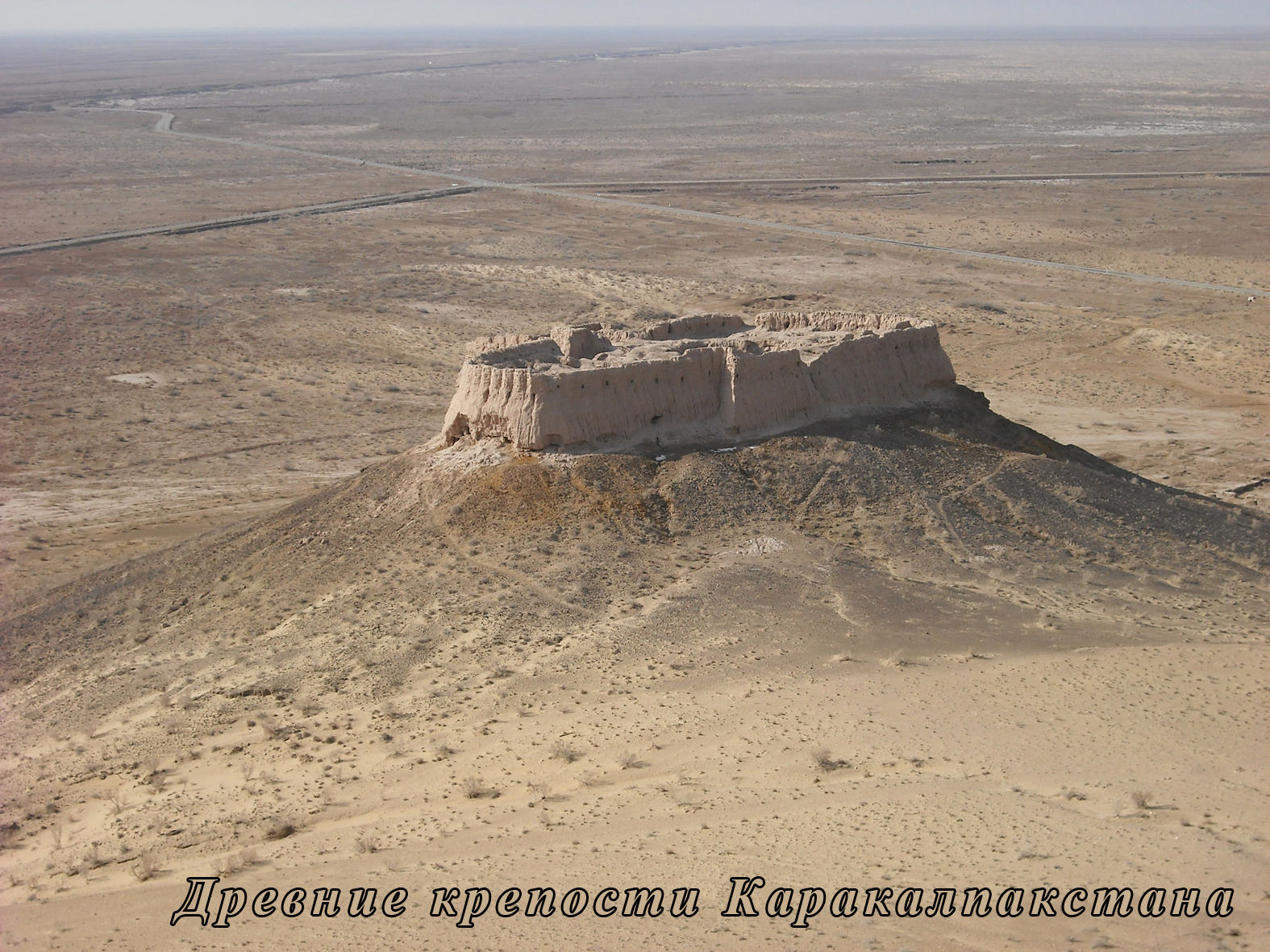

Одна из особенностей памятника — керамические водопроводные трубы, обнаруженные во внешней части южной стены, на глубине приблизительно 1,5 метра, относящиеся к античному периоду. Вероятно, крепостное сооружение снабжалось водой через трубы, а вода поступала из ответвления древнего канала Гаухаре, русло которого проходило примерно в 5 км от Кызыл-Кала.

## Народные предания и легенды
Как сказано, Кызыл-Кала не считалась самостоятельной крепостью, а служила дополнительным укреплением на пути к Топрак-Кала. Поэтому в народе ходили слухи, что крепости Кызыл-Кала и Топрак-Кала до сих пор связывает многокилометровый подземный ход, в котором обитают злые духи пустыни, бродят души предков и спрятаны несметные богатства.
Бытовала и такая традиция: поблизости от предполагаемого места строительства ловили и убивали дикое животное, и, если находили у него признаки какого-нибудь заболевания, стройку не начинали, полагая, что такой же недуг может постичь и поселившихся здесь людей. Вероятно, это поверье связано с безжизненной пустыней, окружающей руины Кызыл-Кала и Топрак-Кала, и в какой-то степени объясняет относительную сохранность этих уникальных объектов, доживших до наших дней.